# Aarschot
Aarschot és un municipi belga de la província de Brabant Flamenc a la regió de Flandes. Està compost per les seccions de Aarschot, Gelrode, Langdorp i Rillaar.

## Evolució demogràfica
- Font:NIS
- 1977: Annexió de Gelrode, Langdorp i Rillaar

## Burgmestres
| Període     | Nom                        | Partit    |
| ----------- | -------------------------- | --------- |
| 1884 - 1908 | Theophiel De Becker        | katholiek |
| 1908 - 1914 | Jozef Tielemans            | katholiek |
| 1919 - 1922 | Oscar Coomans de Brachène  | katholiek |
| 1923 - 1926 | Felix Daels                | liberaal  |
| 1927 - 1940 | Oscar Coomans de Brachène  | katholiek |
| 1944 - 1947 | Oscar Coomans de Brachène  | katholiek |
| 1947 - 1950 | Albert Coomans de Brachène | katholiek |
| 1950 - 1973 | Jan Van Nuffelen           | CVP       |
| 1973- 1976  | Jos Pelgrims               | CVP       |
| 1977 - 1982 | Jos Daems                  | PVV       |
| 1982 - 1989 | Frederik Coekaerts         | PVV       |
| 1989 - 1994 | Rik Daems                  | VLD       |
| 1995 - 2006 | Willy Schellens            | SP-SPa    |
| 2007 - 2007 | Frans Deboes               | CD&V      |
| 2007        | André Peeters              | CD&V      |